# Dekadiskt tal
Dekadiska tal är tal inom det vanliga decimala talsystemet som skrivs med en etta följd av en eller flera nollor, till exempel 10, 100, 1 000, och så vidare. Dekadiska tal kan till utseende blandas ihop med binära tal, men rör sig om två helt olika system.
Decimaltal definieras i bråkform som en etta dividerat på ett dekadiskt tal.